# Nen Jesús (Francisco Salzillo)
Nen Jesús és una escultura feta per Francisco Salzillo que actualment forma part de la col·lecció permanent del Museu Frederic Marès.

## Descripció
Francisco Salzillo és un dels escultors més reconeguts del darrer barroc espanyol. Nasqué a Múrcia l'any 1707, fill d'un escultor napolità. Quan va morir el seu pare es feu càrrec de la direcció del seu taller, on va iniciar una gran activitat, sempre en el marc de la temàtica religiosa. És conegut sobretot com a escultor de passos de Setmana Santa i de figures de pessebre, tallats seguint la tradició dels pessebres napolitans. Aquest artista va crear un prototipus infantil que va repetir tot sovint com a representació del Nen Jesús o d'un angelet i que s'adaptava a diverses funcions segons les circumstàncies iconogràfiques. Es tracta de nens de faccions arrodonides amb un modelatge molt encertat de l'anatomia infantil i les carnacions rosades.
Partint d'aquests trets característics, s'ha atribuït aquesta peça a Salzillo. L'obra presenta un contrapposto marcat i el Nen té la vista alçada amb una expressió trista. Això ens fa pensar que probablement agafava un crucifix (avui perdut) amb la mà dreta i el contemplava. Segons aquesta hipòtesi, aquesta visió de passió és el que li provocaria el rictus de tristesa. Es creu que aquesta imatge pertany a mitjan segle xviii, moment en què Salzillo es va encarregar de tallar els àngels plorosos que acompanyen la Verge dels Dolors de la Confraria de Jesús de Múrcia.
Les imatges del Nen Jesús eren molt freqüents en els oratoris de convents femenins, i en molts casos es vestien d'acord amb cada època litúrgica. El museu en conserva una bona col·lecció que abasta d'ençà el segle xv fins al XVIII i mostra les diverses variants iconogràfiques en què es representaren aquestes imatges, des del Nen Jesús Salvador fins al Nen Jesús de Passió.